# 창원동중학교
창원동중학교(昌原東中學校)는 대한민국 경상남도 창원시 의창구 동읍 신방리에 있는 공립 중학교이다.

## 학교 연혁
- 2009년 1월 18일 : 15학급 학생 수용 인가
- 2009년 3월 1일 : 초대 최낙두 교장 취임
- 2009년 3월 3일 : 2009학년도 입학식(126명 입학)
- 2012년 2월 14일 : 제1회 졸업식(123명 졸업)
- 2017년 1월 15일 : 정책공모사업 스포츠클럽리그 운영학교 선정
- 2022년 9월 1일 : 제6대 정성진 교장 취임
- 2023년 1월 6일 : 제11회 졸업식(졸업생 86명) 총 졸업생 1,115명
- 2023년 3월 2일 : 2023학년도 입학식(54명 입학)

## 참고 자료
- 창원동중학교 - 한국교육학술정보원 학교알리미